# Mihail Neamțu
George-Mihail Neamțu (n. 16 aprilie 1978, Făgăraș, Brașov, România) este un teolog, scriitor și politician român. A fondat Partidul Noua Republică și este membru al partidului Alianța pentru Unirea Românilor, din partea căruia a fost ales deputat în 2024.

## Activități politice timpurii (2011–2024)

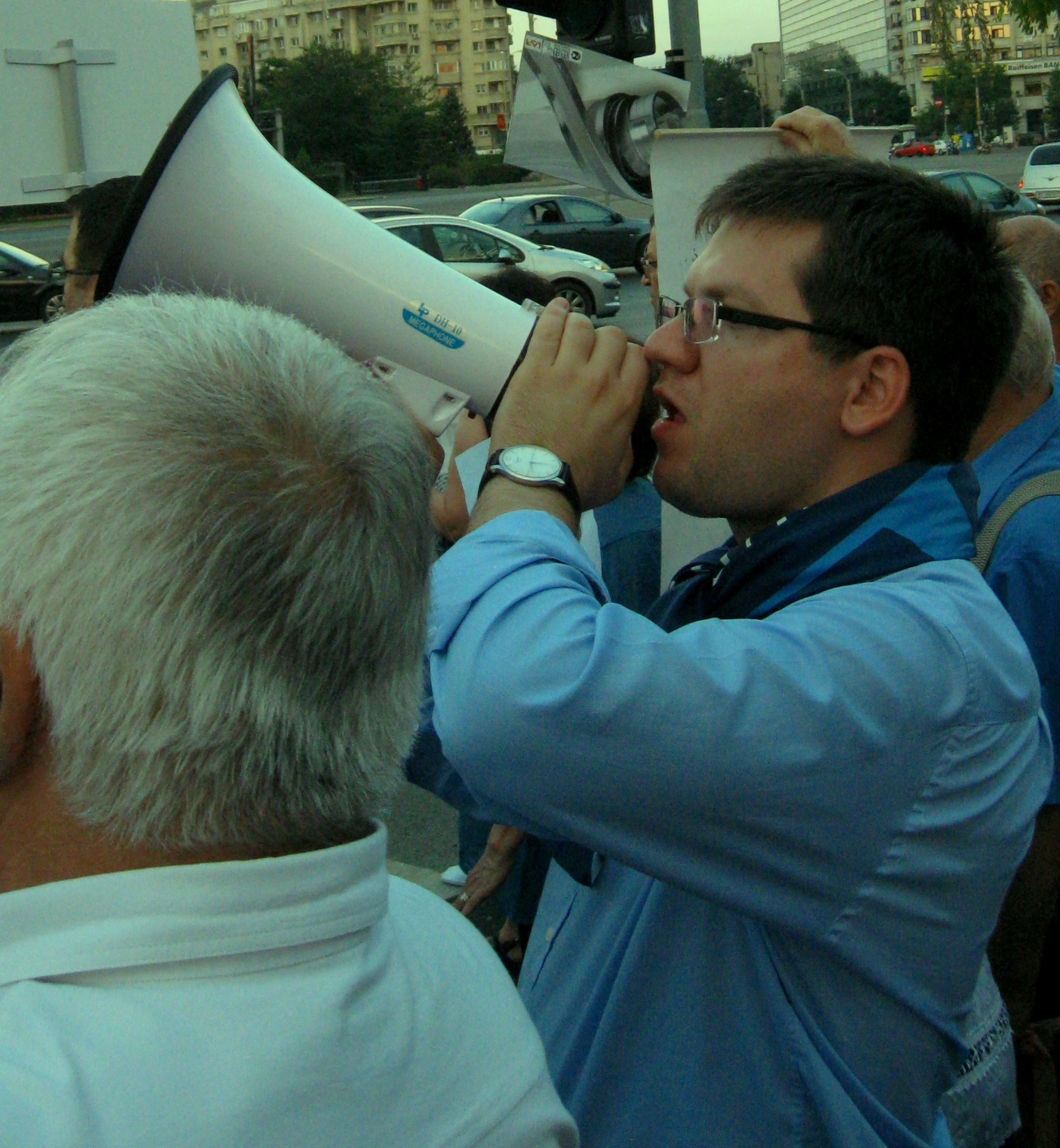
Neamțu protestând împotriva suspendării președintelui de atunci, Traian Băsescu, 9 iulie 2012

Neamțu s-a înscris, în 1993, în PNȚCD.
Acesta a fost de asemenea unul dintre principalii critici ai moscheii din București.
În 2017, Neamțu a revenit în viața publică, devenind membru al Partidului Național Liberal. În 2019 s-a înscris în Partidul Mișcarea Populară (PMP), iar în 2021 era purtătorul de cuvânt al partidului.
A fost susținut pentru a candida la alegerile prezidențiale din 2009 de către Partidul Alternativa Dreaptă, dar s-a retras ulterior din această cursă.
În prezent, Neamțu este adept al ideologiei eurosceptice, opunându-se mișcării LGBT, progresismului, globalizării, imigrației către România și multiculturalismului. În calitate de susținător al lui Donald Trump, acesta se opune administrației lui Joe Biden.
Un cunoscut activist anti-avort, Neamțu este un susținător public al Coaliției pentru Familie.
În anul 2020 a candidat fără succes din partea PMP la alegerile locale pentru a ocupa postul de primar în sectorul 3 al capitalei.

## Carieră profesională

### Deputat (2024–prezent)

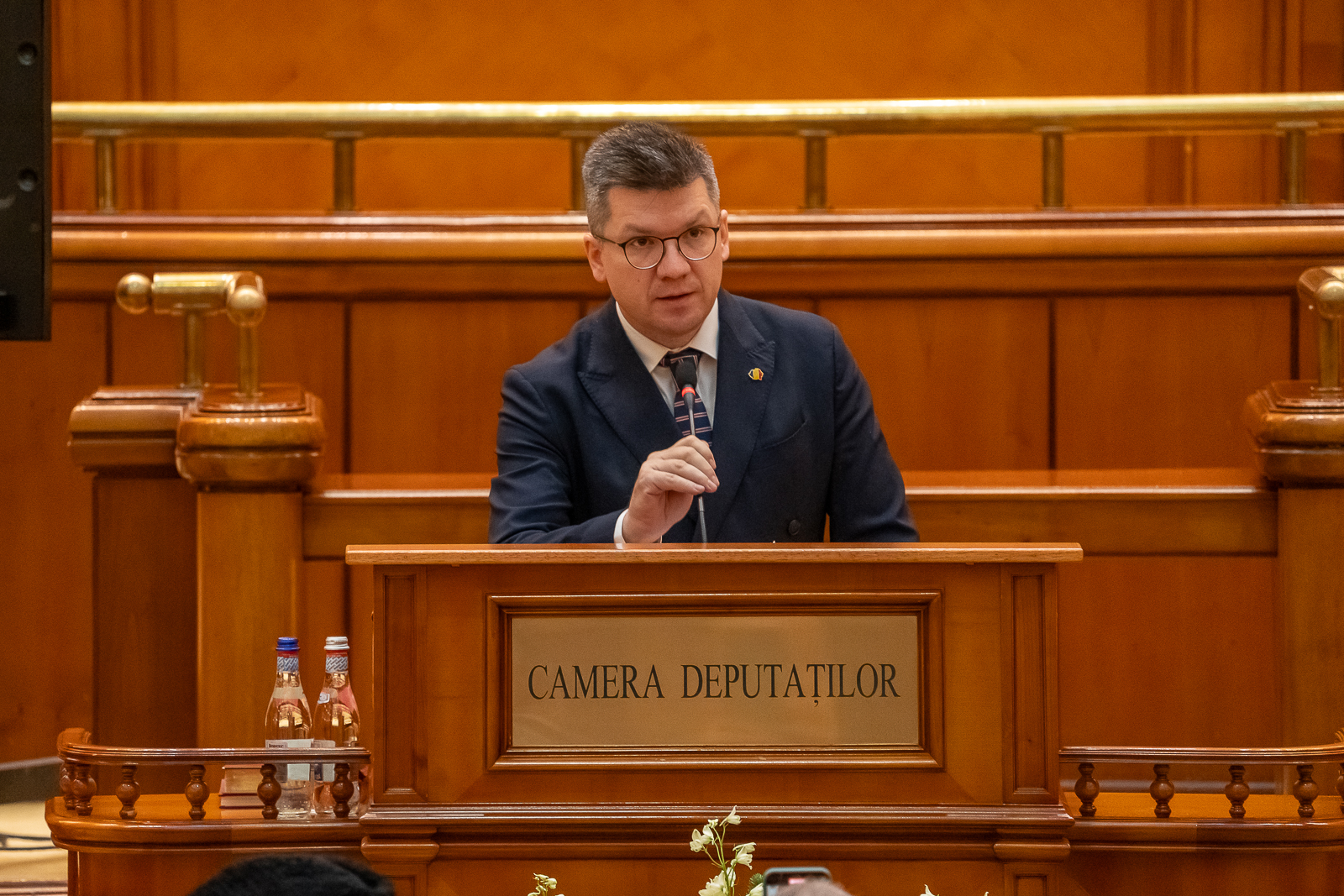
Neamțu depunând jurământul, 21 decembrie 2024

În anul 2024, Neamțu a anunțat că va participa la alegerile europarlamentare, având susținerea lui George Simion și a AUR, deși în decembrie 2020 acesta l-a criticat pe liderul partidului, numindu-l o „nulitate”, cu „un profil de taximetrist coborât din peluză”. Ulterior, a motivat că aceste afirmații au fost făcute datorită faptului că era supus „unui tratament medicamentos foarte agresiv împotriva infectării cu virusul Covid-19”. În 2024 a fost ales deputat de Bihor din partea AUR, iar pe 24 decembrie 2024 a devenit președintele Comisiei de cultură din Camera Deputaților.
În martie 2025, ca urmare a apariției sale pe lista celor care au primit bani de la influencerul Bogdan Peșchir, a fost acuzat public că ar fi putinist. Neamțu a răspuns acestor acuzații pe contul său de pe X, înjurându-i pe cei care-l consideră așa. Pe 23 iunie 2025, ziua învestirii guvernului Bolojan, Neamțu a stârnit controverse postând o fotografie modificată cu Oana Țoiu (USR), noul ministru de externe. Ca urmare, USR a cerut în ziua următoare demiterea lui Neamțu din funcția de președinte al Comisiei de Cultură.

## Controverse
Neamțu fapt criticat de o parte din presa românească, deoarece aceasta este considerată o schemă piramidală.
Pe 10 Iulie 2013, la o postare pe Twitter în care Neamțu spunea că va apărea la nașul.tv și B1 TV, jurnalistul Mircea Badea i-a răspuns cu „cui îi pasă, dobitocule?".
În cadrul unei dezbateri la Televiziunea Națională pe tema avortului, desfășurată în iulie 2022, Neamțu s-a făcut de râs că nu a știut termenul „vasectomie" și pentru că a prezentat poze cu fetuși de 7-8 luni ca având câteva zile. 

### Controverse doctrinare
Ca teolog și filozof, Neamțu a susținut în mai multe rânduri incompatibilitatea între creștinism și legionarism. Într-un articol din România liberă, Neamțu scria:
„Nici sfârșitul martiric al unor figuri precum Valeriu Gafencu, ucis de comuniști, nu exonerează erorile și ororile produse de așa-zisa „etica onoarei”. Cine poate justifica împușcarea lui Virgil Madgearu, Armand Calinescu sau Nicolae Iorga? Dar provocarea sinuciderii lui Petre Andrei, cărturarul ieșean nemilos cu fascismul? Nu mai puțin grav atârnă sprijinul necondiționat oferit de Codreanu axei Berlin-Roma? Ura furibundă la adresa parlamentarismului și a elitei democratice nu poate justificată nici măcar de persecuțiile antilegionare ale dictaturii carliste”
În adolescență, Neamțu a publicat texte favorabile lui C.Z. Codreanu, liderul Mișcării Legionare. Astfel, în numărul 11/47, p. 14 din anul 1994 al revistei sibiene Puncte Cardinale, încă minorul Neamțu scria următoarele:
„Să ne mai întrebăm atunci de ce acești numeroși «intelectuali», mulți dintre ei gazetari, istorici sau analiști politici [...], nu pot înțelege Legiunea și pe Căpitanul ei? Nu pot înțelege de ce Garda de Fier a fost înainte de toate o mișcare spirituală, o școală de refacere a sufletului românesc, în care, după cum spunea Codreanu (ascultând povața lui Hristos, Marcu 11, 23), «intră cel ce crede nelimitat» și rămâne afară «cel ce are îndoieli»”.
Într-un volum publicat în 2010, Neamțu a explicat simpatiile trădate de acest articol publicat la 16 ani, denumindu-le „paragrafe infantile” și punându-le pe seama unei „ignoranțe istorice și sentimentale” pe fondul căruia s-a lăsat influențat de discuțiile purtate cu foști deținuți politici din Arad în contextul unei „crize de valori [și al unei] nevoi de repere a unei întregi generații formate după 1989”. El a dezavuat acele texte, afirmând că nu avea nicio argumentație pentru a „pune semn de egalitate între excelența culturală a generației de la 1927 și opțiunea ei politică” și că nu era „în temă cu violența endemică și politicile rasiale ale guvernului legionar din 1940”.
Simpatiile legionare din adolescența lui Neamțu au reintrat în atenția opiniei publice odată cu lansarea alianței electorale ARD din noiembrie 2012 când a recitat versuri din opera poetului Radu Gyr, fapt ce a dus la delimitarea celorlalți lideri ai ARD față de simbolistica abordată de Neamțu în campanie. Centrul pentru Monitorizarea și Combaterea Antisemitismului din România a dat publicității un comunicat în care a calificat drept ''scandalos, revoltător și împotriva legislației în vigoare'' discursului lui Mihail Neamțu.
Unii jurnaliști, precum Alex Ștefănescu (critic literar), Robert Turcescu (ziarist) sau Grigore Cartianu (publicist), au comentat pozitiv decizia lui Neamțu de a recita o poezie dedicată memoriei țăranului român. De cealaltă parte, prezentatorul TV Mihai Gâdea l-a catalogat pe Neamțu drept neolegionar.

## Dezbateri publice
Neamțu a intrat adeseori în atenția opiniei publice prin modul pitoresc de a se manifesta. În cadrul unui miting electoral al Alianței România Dreaptă, Neamțu a fluturat legături de usturoi pentru a „exorciza clasa politică”.
Acesta este un critic al modernismului, susținând că lumea modernă separă gândirea de credință, înflorirea economică de datoria civică, sexul de iubire, vizibilul de invizibil.

## Cărți teologico-politice
Bufnița din dărâmături (2005, 2008) Neamțu a scris în favoarea reformei învățământului confesional, bazat pe o viziune deschisă a unui creștinism integru dar polifonic, criticînd totodată birocrația ecumenistă și tentația clericalizării. Neamțu s-a disociat de orice mesianism teologico-politic și de curentul agrarian ('neopășunist'). Refuzând anexarea în trena unui paseism utopic, Neamțu a susținut teza conform căreia „creștinismul mileniului III va fi urban sau nu va fi deloc”.